# Eucereon servator
Eucereon servator är en fjärilsart som beskrevs av William James Kaye 1914. Eucereon servator ingår i släktet Eucereon och familjen björnspinnare. Inga underarter finns listade i Catalogue of Life.